# یلنچا
یلنچا (به صربی: Jelenča) یک منطقهٔ مسکونی در صربستان است.